# 아홉수 소년
《아홉수 소년》은 2014년 8월 29일부터 2014년 10월 11일까지 tvN에서 방영된 금토 드라마이다.

## 줄거리
아홉수에 빠진 '9세, 19세, 29세, 39세' 한지붕 네 남자의 될 것도 안되는 운 사나운 로맨스를 그린 드라마

## 등장 인물

### 주요 인물
- 오정세 : 구광수(39세) 역 - 예능PD, 아이들의 삼촌
- 김영광 : 강진구(29세) 역 - 투어플래너, 첫째 아들
- 육성재 : 강민구(19세) 역 - 고3, 유도선수, 둘째 아들
- 최로운 : 강동구(9세) 역 - 아역배우, 셋째 아들
- 김미경 : 구복자(52세) 역 - 동구의 매니저 겸 가정주부, 아이들의 어머니

### 강동구의 주변 인물
- 이채미 : 장백지(8세) 역 - 아역스타
- 박하준 : 도민준(9세) 역 - 아역스타

### 강민구의 주변 인물
- 박초롱 : 한수아 역
- 오희준 : 남창희(19세) 역 - 민구의 유도부 친구
- 김민호 : 왕기찬(19세) 역 - 민구의 유도부 친구

### 강진구의 주변 인물
- 경수진 : 마세영(26세) 역 - 투어플래너, 진구와 입사동기
- 김현준 : 박재범(29세) 역 - 투어플래너, 진구와 입사동기
- 박민하 : 이고은(24세) 역 - 투어플래너, 진구와 직장 후배
- 이진호 : 한구(29세) 역 - 과거 진구의 행복투어 입사동기, 현재 치킨집 사장
- 김원해 : 조원해 역 - 행복투어 부장
- 황은정 : 임부선 역 - 행복투어 직원
- 황태광 : 김 차장 역 - 행복투어 직원

### 구광수의 주변 인물
- 유다인 : 주다인(33세) 역 - 커피소녀 사장, 광수의 옛사랑
- 김강현 : 영훈(39세) 역 - 개그프로그램 PD
- 김세영 : 구은서(5세) 역 - 다인의 딸

### 구복자의 주변 인물
- 박혁권 : 출장 보살 역

### 특별출연
- 김종민 : 후배 역
- 김기욱 : 개그맨 역
- 박나래 : 개그맨 역
- 김신영 : 아홉수 피해자 역
- 박해일 : 아홉수 피해자 역
- 심권호 : 아홉수 피해자 역
- 이경애 : 아홉수 피해자 역
- 이국주 : 강민경 역
- 전현무 : 전현무 역
- 장도연
- 박수빈 : 유혹녀 역
- 이세영 : 선아 역
- 박은지 : 구광수의 맞선녀 역
- 존 박 : 오디션의 심사위원 역
- 황민우 : 강동구의 오디션 라이벌 역
- 김민영 : 정연 역
- 김세온
- 정수인
- 공윤찬
- 이진권
- 쓰레기스트 : 카우치 역

## 시청률
최저 시청률과 최고 시청률은 시청률 조사회사와 지역별로 시청률에 차이가 있을 수 있습니다.
| 2014년 | 2014년    | 2014년                   | 2014년     |
| 회차   | 방송일    | 부제                     | AGB 시청률 |
| ------ | --------- | ------------------------ | ---------- |
| 제1회  | 8월 29일  | 아홉수 효과              | 1.077%     |
| 제2회  | 8월 30일  | 어느날 갑자기            | 0.848%     |
| 제3회  | 9월 5일   | 오랜만이다               | 0.921%     |
| 제4회  | 9월 6일   | 사랑이 찾아오면          | -          |
| 제5회  | 9월 12일  | 나쁜 남자                | 0.819%     |
| 제6회  | 9월 13일  | 우리는 외계인을 사랑한다 | -          |
| 제7회  | 9월 19일  | 9월 19일                 | 0.912%     |
| 제8회  | 9월 20일  | 남자를 변하게 하는 것    | 0.799%     |
| 제9회  | 9월 26일  | 그녀들의 이야기          | 1.042%     |
| 제10회 | 9월 27일  | 너라는 축제              | 1.026%     |
| 제11회 | 10월 3일  | 말하고 싶은 비밀         | 1.217%     |
| 제12회 | 10월 4일  | 그대 내게 기대           | 1.426%     |
| 제13회 | 10월 10일 | 널 사랑해서              | 0.756%     |
| 제14회 | 10월 11일 | 소년이 어른이 되어       | 0.685%     |

## 사운드 트랙

### Part 1
| #  | 제목                         | 재생 시간 |
| -- | ---------------------------- | --------- |
| 1. | 〈이렇게 한 걸음씩〉         |           |
| 2. | 〈이렇게 한 걸음씩 (Inst.)〉 |           |

### Part 2
| #  | 제목             | 재생 시간 |
| -- | ---------------- | --------- |
| 1. | 〈안녕〉         |           |
| 2. | 〈안녕 (Inst.)〉 |           |

### Part 3
| #  | 제목                                | 재생 시간 |
| -- | ----------------------------------- | --------- |
| 1. | 〈뻔한 사랑과 뻔한 이야기〉         |           |
| 2. | 〈뻔한 사랑과 뻔한 이야기 (Inst.)〉 |           |

### Part 4
| #  | 제목               | 재생 시간 |
| -- | ------------------ | --------- |
| 1. | 〈궁금해〉         |           |
| 2. | 〈궁금해 (Inst.)〉 |           |

### Part 5
| #  | 제목                                           | 재생 시간 |
| -- | ---------------------------------------------- | --------- |
| 1. | 〈내 맘을 알기나 해 (여자Ver.)(Feat. 전소현)〉 |           |
| 2. | 〈내 맘을 알기나 해 (남자Ver.)〉               |           |
| 3. | 〈내 맘을 알기나 해 (여자Ver.) (Inst.)〉       |           |
| 4. | 〈내 맘을 알기나 해 (남자Ver.) (Inst.)〉       |           |